# Marmorna mačka
Marmorna mačka (znanstveno ime Pardofelis marmorata) je majhna divja mačka, ki prebiva na območju od vzhodne Himalaje do Jugovzhodne Azije, kjer naseljuje gozdove vse do nadmorske višine 2500 metrov. Ker je njeno območje razširjenosti precej veliko, je bila na Rdečem seznamu IUCN leta 2015 označena kot potencialno ogrožena vrsta.
Nekoč so menili, da naj bi marmorna mačka pripadala poddružini Pantherinae in bila tako tesno sorodna mačkam rodu Panthera (kamor spadajo denimo tiger, lev in leopard) in rodu Neofelis (pripadnik katerega je na primer dimasti leopard). Danes je najbolj razširjeno prepričanje, da vrsta spada v poddružino Felinae in je najbolj sorodna zalivski mački (Catopuma badia) ter Temminckovi zlati mački (Catopuma temminckii). Veja, ki zajema rodova Pardofelis in Catopuma, se je od ostalih mačjih linij odcepila pred približno 9,4 milijoni let.

## Taksonomija
Prvo znanstveno ime, ki ga je leta 1836 ob preučevanju kožuha mačke iz Jave ali Sumatre za marmorno mačko predlagal angleški prirodoslovec William Charles Linnaeus Martin, je bilo Felis marmorata. Primerek iste mačje vrste iz Indije je leta 1843 francoski zoolog in anatom Henri Marie Ducrotay de Blainville poimenoval Felis longicaudata. Tri leta kasneje, leta 1846, je britanski zoolog John Edward Gray predlagal znanstveno ime Felis charltoni. Trenutno veljavno rodovno ime, Pardofelis, je prvi uporabil ruski prirodoslovec Nikolai Severtzov leta 1858.
Vrsta ima dve splošno sprejeti podvrsti:
- P. marmorata marmorata (Martin, 1836) – Malajsko otočje, Sumatra in Borneo
- P. marmorata longicaudata (Blainville, 1843) – Nepal in ožina Kra

### Filogenija
Rezultati filogenetske analize kažejo, da naj bi se marmorna mačka od ostalih mačjih linij odcepila nekje pred 8,42 – 4,27 milijoni let. Veja, ki zajema rodova Pardofelis in Catopuma, se je od ostalih mačjih linij odcepila pred 12,77 – 7,36 milijoni let.

## Značilnosti
Marmorna mačka je velika približno tako kot domača mačka, a ima okrogla ušesa in rep, ki je dolg toliko kot meri skupna dolžina mačkine glave in telesa. Kožuh je večinoma rjavih in sivih odtenkov; na kratki in okrogli glavi, vratu ter hrbtu se nahajajo črne proge. Na repu, okončinah in trebušnem predelu je več peg, na straneh pa ima nepravilno oblikovane črnikaste madeže. Pege na zadnjem delu čela prehajajo v pravilne podolgovate črte, ki se nadaljujejo vzdolž vratu in na hrbtu postanejo nepravilnih oblik. Mačkine noge in spodnji deli so polni črnih pik, njen rep pa je označen s črnimi pegami in črnimi obročki.
Marmorna mačka ima razmeroma velike noge, med prsti šap ima razvito plavalno kožico. Njen kožuh je gost in mehak na otip. Zobje so precej veliki in oblikovno spominjajo na podočnike velikih mačk, četudi je njihov nastanek posledica paralelne evolucije. Običajni posameznik marmorne mačke meri od 45 do 62 centimetrov (brez repa), dolg in močno odlakan rep je dolžine 35 – 55 centimetrov, kar je posledica mačkinega drevesnega (arborealnega) načina življenja, kjer rep služi kot pripomoček za ohranjanje ravnotežja. Po nekaterih podatkih naj bi mačka tehtala od 2 do 5 kilogramov.

## Razširjenost
Marmorna mačka naseljuje vznožja vzhodne Himalaje, tropske predele Južne in Jugovzhodne Azije, Jugozahodno Kitajsko in otočje Sumatre ter Bornea. Najpogosteje jo najdemo v vlažnih vednozelenih tropskih gozdovih. Njena razširjenost v Indiji je omejena na gozdove severovzhodnega področja.

## Ekologija in vedenje
Posamezniki marmorne mačke, ki so jih opazovali v severovzhodni Indiji in Borneu, so bili aktivni podnevi. Prva mačka te vrste, ki so jo raziskovalci spremljali s pomočjo elektronske sledilne ovratnice, je imela teritorij velik 5,8 km2, območje gibanja pa je zajemalo nadmorske višine od 1000 do 1200 metrov. Ista mačka je bila najaktivnejša ob večerih, jutrih in v nočnem času. Marmorne mačke, ki so jih preučevali v severovzhodni Indiji, so bile najbolj dejavne podnevi, z največjo intenziteto opoldne.
Marmorna mačka lovi v drevesnih krošnjah, kjer običajno pleni razne ptičje vrste, veverice in druge glodavce ter plazilce. Na Tajskem je bil opazovan osebek marmorne mačke, medtem ko je lovil opico vrste Trachypithecus phayrei, mačka iz Sumatre pa je bila opažena na gozdni zaplati, ki jo je pogosto uporabljal gibon siamang (Symphalangus syndactylus).
Le nekaj osebkov marmorne mačke se je doslej uspešno razmnoževalo v ujetništvu, njihova povprečna brejost pa je trajala od 66 do 82 dni. Navadno sta bila v vsakem leglu dva mladiča, ki sta ob rojstvu tehtala od 61 do 85 gramov. Mlade marmorne mačke naj bi oči prvič odprle pri starosti 12 dni, trdo hrano pa naj bi začele uživati pri dveh mesecih, ko postanejo tudi aktivnejše in začnejo plezati. Mačke dosežejo spolno zrelost pri starosti 21 do 22 mesecev, posamezniki v ujetništvu so običajno preživeli do 12 let.

## Grožnje in zaščita vrste
Organiziran lov na marmorno mačko je prisoten na večini njenega območja razširjenosti in je najverjetneje največji dejavnik ogroženosti vrste. Mačko cenijo zaradi njenega kožuha, mesa in kosti; le poredko jo je mogoče najti na azijskih ilegalnih tržnicah z divjimi živalmi. Veliko grožnjo za marmorno mačko predstavlja tudi krčenje gozdov in s tem povezana izguba habitata.

### Ohranjanje vrste
Marmorna mačka je bila na Rdečem seznamu IUCN leta 2015 označena kot potencialno ogrožena vrsta, zakonsko zaščitena pa je na večini njenega območja razširjenosti. Lov na marmorno mačko je prepovedan v Bangladešu, Kambodži, Indiji, Indoneziji, Maleziji, Mjanmarju, Nepal, Junanu in na Tajskem. Nadzorovan lov je dovoljen v Laosu in Singapuru, medtem ko v Butanu in Bruneju vrste zunaj zaščitenih območij zakoni ne varujejo. O statusu zaščite v Vietnamu ni znanega podatka.